# Mission Inn
De Mission Inn, tegenwoordig bekend als The Mission Inn Hotel & Spa, is een historisch monument en hotel in het centrum van Riverside, in het zuiden van de Amerikaanse staat Californië.

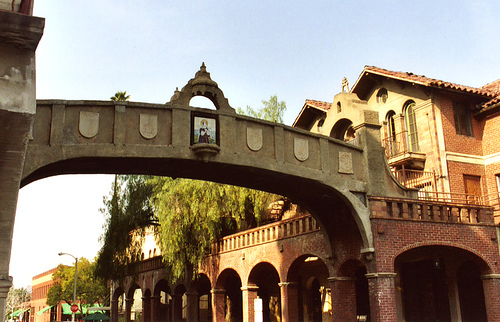
Luchtbrug in de Mission Inn

Alhoewel het bouwwerk eigenschappen van verschillende bouwstijlen combineert, wordt de Mission algemeen beschouwd als het grootste Amerikaanse bouwwerk in de Mission Revival-stijl. Andere stijlen die het eclectische ontwerp beïnvloed hebben, zijn Spaanse gotiek, Spaans-koloniale stijl, Spanish Colonial Revival, Moorish Revival, neorenaissance en Mediterranean Revival-architectuur. Die wildgroei aan stijlen kwam er doordat Frank Miller, die in 1902 het hotel van zijn vader Columbus Miller overnam, obsessief bleef bijbouwen tot zijn dood in 1935. Daardoor is het bouwwerk nu bijzonder complex ingericht, vergelijkbaar met het Winchester Mystery House. De Mission Inn heeft smalle doorgangen en zuilengangen, een klokkentoren, een vijf verdiepingen-tellende rotunda, patio's, kasteeltorens, minaretten, enzovoort.
Het hotel, dat een volledige stratenblok beslaat, telt vier restaurants, een welnesscentrum en 239 kamers, waaronder negen presidentiële suites. Het hotel huisvest ook het Mission Inn Museum over het culturele erfgoed van het hotel. Sinds 1977 is het bouwwerk erkend als National Historic Landmark. Daarnaast erkennen ook de staat Californië en de stad Riverside het hotel als een monument.